# Палгрев, Фрэнсис
Фрэнсис Па́лгрев (урождённый Фрэнсис Эфраим Коэн; июль 1788 — 6 июля 1861) — британский историк и архивариус еврейского происхождения (своё имя сменил, приняв крещение).
Родился в семье еврейского биржевого маклера. Его отец разорился в 1810 году, после чего Фрэнсису пришлось взять обеспечение финансового благополучия семьи на себя. В юности (с 1803 года) работал клерком в конторе лондонского солиситора, к 1822 году был старшим клерком. С 1814 года сотрудничал в «Edinburgh Review», направляя туда статьи о древних архитектурных памятниках. С 1819 года был знаком с банкиром Тёрнером, также увлекавшимся древностями, в 1821 году по его протекции стал членом Королевского общества. 13 октября 1823 года перешёл из иудаизма в англиканское христианство и вскоре женился на Элизабет, дочери Тёрнера, а также сменил фамилию на «Палгрев» (это была девичья фамилия его тёщи). В 1827 году получил право заниматься адвокатской практикой.
С историческими юридическими документами работал с 1822 года, в 1827 году редактировал издававшиеся специальной комиссией средневековые английские юридические документы. В 1832 году был посвящён в рыцари, в 1834 году стал архивариусом («хранителем записей») Вестминстерского аббатства, а в 1838 году — заместителем директора Государственного архива; считается фактическим основателем этого учреждения в современном виде. Посвятил себя изучению законоведения, став известным после напечатания книги «Parliamentary writs» (Лондон, 1827—1834). Позже выпустил работы «History of the Anglo-Saxons» (Лондон, 1831), «Rise and progress of the English commonwealth» (Лондон, 1832) и «Truth and fiction of the middle ages» (Лондон, 1837). Специализировался на истории права, но занимался и общими историческими вопросами. Его главное произведение — «History of Normandy and England» (Лондон, 1851—64).

## Дети
- Палгрев, Фрэнсис Тернер (1824—1897) — поэт и художественный критик.
- Палгрев, Уильям (1826—1888) — путешественник.
- Палгрев, Роберт Гарри Инглис (1827—1919) — экономист.
- Палгрев, Реджинальд Фрэнсис Дас[англ.] (1829—1904) — политик.